# Клипшпрингер
Клипшпрингер (Oreotragus oreotragus, нарича се още Скална антилопа) е африканска антилопа единствен представител на род Oreotragus. Името произлиза от африкаанс и означава „скален скачач“. На кхоса се нарича „umvundla“, означаващо заек.

## Описание
Скалните антилопи са неголеми късокраки антилопи. Мъжките имат широко разположени клиновидни рога със средна дължина около 10 cm. От женските индивиди само представителите на източните подвидове имат рога. Антилопите имат предочни жлези, които не са характелни за останалите копитни. Козината е гъста и плътна. Женските са по-едри от мъжките. Височината на холката при женските е 50 — 53 cm, а при мъжките е 49 — 52 cm. Тежат 8,9 — 18 kg.

## Разпространение
Клипшпрингерът е широко разпространен в североизточен Судан, Сомалия, Еритрея, на юг преминава през всички източноафрикански страни и достига до ЮАР. По западното крайбрежие на континента ареалът им обхваща широки райони от ЮАР до Ангола. На север съществуват наколко изолирани популации в ЦАР, ДР Конго и Нигерия (в района на платото Джос). Смята се, че видът е изчезнал в Бурунди.
Обитават каменисти местности със стръмни склонове. Широко разпространени са във високите хребети и по бреговете на реките. Плътността на популацията може да достигне до 45 индивида на 1 km².

## Подвидове
- Oreotragus oreotragus aceratos
- Oreotragus oreotragus oreotragus
- Oreotragus oreotragus saltatrixoides
- Oreotragus oreotragus stevensoni
- Oreotragus oreotragus tyleri

## Поведение
Скалните антилопи не живеят на стада. Образуват моногамни двойки, които живеят заедно. Често с двойката се движат и малки до едногодишна възраст. Единични екземпляри се срещат рядко – под 10% от общата численост на популацията като в повечето случаи са мъжки. Двойката остава постоянна през целия живот на антилопите. През времето, когато женската храни малките, мъжкият винаги бди за безопасността на всички. През времето на сухия сезон, когато хранителните ресурси са оскъдни скалните антилопи се събират на групи по 6 — 8 индивида. С началото на дъждовния сезон големите групи се разпадат. Мъжките маркират територията си с помощта на предочните жлези и изпражнения. Те охраняват доста ревностно своя участък.
Клипшпрингерите става плячка на леопарди, каракали и орли.

## Хранене
Скалните антилопи са взискателни към храната си. Хранят се с вечнозелени храсти и треви, плодове, семена на бобови растения, цветове и лишеи. Възможно е да извършва миграции във връзка с намирането на по-добра храна. Успяват да оцелеят дълго време без да пият вода, която набавят от храната.

## Размножаване
Размножителният период бива различен и зависи от ареала на обитание. Има сезонен характер в Етиопия, годишноцикличен е в Замбия и се мени според условията в Капската провинция. Бременността продължава 7 месеца (214 дни). Раждат по едно малко. Родилките раждат в защитени от хищници каменисти местности. Малкото остава укрито 2 — 3 месеца, а след това пасе заедно с родителите си още 4 — 5 месеца. Рогата започват да израстват на 6 месечна възраст, като пълният им растеж завършва след повече от година.

## Природозащитен статус
Популацията на клипшпрингера е сравнително стабилна. Днес те наброяват около 42 000 индивида. Представителите не представляват особен интерес за лов. Местообитанията му не са особено атрактивни за усвояване от хората.